# Луций Эмилий Пап (консул)
Лу́ций Эми́лий Пап (лат. Lucius Aemilius Papus) — римский военачальник и политический деятель из патрицианского рода Эмилиев Папов, консул 225 года до н. э., цензор 220 года до н. э. Участвовал в разгроме галлов при Теламоне.

## Происхождение
Луций Эмилий принадлежал к патрицианскому роду Эмилиев, который античные авторы относили к самым старым семействам Рима. Одна из восемнадцати старейших триб получила своё название в честь этого рода. Его генеалогию возводили либо к Пифагору, либо к царю Нуме Помпилию, а одна из версий традиции, приводимая Плутархом, называет Эмилией дочь Энея и Лавинии, родившую от Марса Ромула — легендарного основателя Рима.
Согласно Капитолийским фастам, у отца Луция Эмилия был преномен Квинт, а у деда — Гней. Тем не менее существует предположение, что дедом Луция был Квинт Эмилий Пап, консул 282 и 278 годов до н. э.

## Биография
Луций Эмилий впервые упоминается в источниках в связи со своим консулатом, который пришёлся на 225 год до н. э. Его коллегой был плебей Гай Атилий Регул Орозий называет Папа ошибочно Луцием Эмилием Катулом, Плиний Старший — Луцием Эмилием Павлом.
В тот год несколько галльские племена бойев, инсубров и гезатов собрали большую армию для того, чтобы вторгнуться в Италию. Согласно Полибию, у них было 50 тысяч пехотинцев и 20 тысяч всадников. Командовать в войне против них выпало Папу, тогда как Регул отправился на Сардинию для подавления восстания.
Луций Эмилий с основными силами расположился у Аримина, закрыв врагу путь через Умбрию; один из преторов защищал Этрурию. Галлы, выбрав западный маршрут, разбили претора у города Фезула и осадили остатки его армии на холме, но в этот момент появился консул. Тогда галлы решили отступить в свои земли через Лигурию, чтобы сохранить богатую добычу; Луций Эмилий последовал за ними, не решаясь на большое сражение, но рассчитывая нанести противнику урон в мелких столкновениях. Второй консул, Гай Атилий, вскоре высадился в Пизе и преградил галлам путь, так что те оказались меж двух огней.
У города Теламон римляне с двух сторон атаковали галлов. При этом армия Папа действовала против инсубров и гезатов; уже в конной схватке в начале этой битвы погиб Регул, но тем не менее римляне одержали полную победу. Согласно Полибию, 40 тысяч галлов погибли и ещё 10 тысяч, включая одного из вождей, попали в плен. Луций Эмилий, развивая успех, вторгся в земли бойев и вернулся в Рим с огромной добычей. За свою победу он был удостоен триумфа.
В 220 году до н. э. Эмилий был избран цензором вместе с плебеем Гаем Фламинием. В 216 году до н. э. после битвы при Каннах в связи с нехваткой денег в казне он был назначен одним из триумвиров для ведения денежных дел (лат. triumviri mensarii).